# Yekaterina Fedórkina
Yekaterina Ígorevna Fedórkina –en ruso, Екатерина Игоревна Федоркина– (Kaluga, 29 de enero de 1983) es una deportista rusa que compitió en esgrima, especialista en la modalidad de sable.
Ganó cuatro medallas en el Campeonato Mundial de Esgrima entre los años 2004 y 2007, y nueve medallas en el Campeonato Europeo de Esgrima entre los años 2003 y 2008.
Participó en los Juegos Olímpicos de Pekín 2008, ocupando el quinto lugar en la prueba por equipos.

## Palmarés internacional
| Campeonato Mundial | Campeonato Mundial          | Campeonato Mundial | Campeonato Mundial |
| Año                | Lugar                       | Medalla            | Prueba             |
| ------------------ | --------------------------- | ------------------ | ------------------ |
| 2004               | Nueva York (Estados Unidos) | Medalla de oro     | Sable por equipos  |
| 2005               | Leipzig (Alemania)          | Medalla de plata   | Sable por equipos  |
| 2006               | Turín (Italia)              | Medalla de bronce  | Sable por equipos  |
| 2007               | San Petersburgo (Rusia)     | Medalla de bronce  | Sable por equipos  |
| Campeonato Europeo |                             |                    |                    |
| Año                | Lugar                       | Medalla            | Prueba             |
| 2003               | Bourges (Francia)           | Medalla de oro     | Sable por equipos  |
| 2004               | Copenhague (Dinamarca)      | Medalla de oro     | Sable por equipos  |
| 2004               | Copenhague (Dinamarca)      | Medalla de plata   | Sable individual   |
| 2005               | Zalaegerszeg (Hungría)      | Medalla de oro     | Sable individual   |
| 2005               | Zalaegerszeg (Hungría)      | Medalla de plata   | Sable por equipos  |
| 2006               | Esmirna (Turquía)           | Medalla de oro     | Sable por equipos  |
| 2007               | Gante (Bélgica)             | Medalla de oro     | Sable individual   |
| 2007               | Gante (Bélgica)             | Medalla de bronce  | Sable por equipos  |
| 2008               | Kiev (Ucrania)              | Medalla de bronce  | Sable individual   |